# مهرداد فلاح
احمد باقری پور فلاح شناخته شده با نام مهرداد فلاح، متولد ۱۳۳۹ در لاهیجان، شاعر، منتقد ادبی، مترجم و ویراستار است. او از سال ۱۳۶۲ به طور حرفه‌ای فعالیت ادبی خود را آغاز کرده و در سال ۶۳، مجموعه شعر «تعلیق-یادآوری‌ها» (مشترک با جعفر خادم) را به چاپ رسانده است. پس از «تعلیق»، شش مجموعه شعر دیگر «این خوابِ پر از پرتگاه» (۱۳۶۸)، «در بهترین انتظار» (۱۳۷۱)، «چهار دهان و یک نگاه» (۱۳۷۶)، «دارم دوباره کلاغ می‌شوم» (۱۳۷۸)، «از خودم» (۱۳۸۰) و «بریم هواخوری» (۱۳۸۷) از او منتشر شده است. او همچنین کتاب «زوزه» (مشهور‌ترین شعر آلن گینزبرگ/۱۳۸۹) را به همراه فرید قدمی‌ترجمه و منتشر کرده و مجموعه مقالاتی با عنوان «شاعر به خیابان قدم گذاشت»، «مجموعه کامل اشعار»، «خواندیدنی ولیعصر استریت» و «چهار جوابی‌ها» و... نیز گزیده‌ای از اشعار والت ویتمن، از او منتشر شده است.

## زندگی
مهرداد فلاح از شاعران تأثیرگذار در دههٔ هفتاد بود، دهه ای که یک نقطهٔ عطف در تاریخ ادبیات معاصر محسوب می‌شود و حاصل کار جمعی از شاعران بود و برخلاف تمام ادعاهای موجود هرگز نمی‌توان آن را یک کار فردی و به یک جریان خاص منتسب کرد. یدالله رؤیایی رضا براهنی، علی باباچاهی، مهرداد فلاح، علی عبدالرضایی، بهزاد زرین پور، ابوالفضل پاشا و … از چهره‌های شاخص این دهه بودند؛ که شعرشان در این دهه با تغییرات بنیادین از لحاظ زیبایی شناسیک روبه رو شد و هرکدام به سهم خود پیشنهادهای جدیدی به گسترهٔ شعر فارسی ارائه کردند. فلاح که آغاز شاعریش برمی گردد به دههٔ شصت در خلال این سه دهه خودش را شاعری جسور و پیشرو معرفی کرده‌است که همیشه در پی ایجاد و اضافه کردن ظرفیت‌های جدید به زبان فارسی است
مهرداد فلاح دو مجموعهٔ شعر «چهار دهان و یک نگاه» و «دارم دوباره کلاغ می‌شوم» را در سال‌های ۱۳۷۶ و ۱۳۷۸ منتشر کرد. او مجموعه‌ای دیگر از شعرهایش را با نام «از خودم» در سال ۱۳۸۰ چاپ کرد. مجموعه شعر دیگری از او با نام «بریم هواخوری» نیز نشر اینترنتی یافته‌است. او همچنین در سال ۹۲ مجموعه شعری به نام «قدم از آدم» (گزیدهٔ شعر» و «مانیفست اسب» چاپ کرد، که شامل تعدادی از خواندیدنی‌های اوست اولین مجموعه شعر او که در سال ۱۳۶۳ منتشر شد کار مشترک او بود با جعفر خادم، دومین مجموعه فلاح با نام «بهترین انتظار» در سال ۱۳۷۱ انتشار یافت. او و خانواده‌اش در حال حاضر در تهران ساکن هستند. فلاح در تاسی از شعر صد ساله اخیر فرانسه با شعر خواندیدنی‌ها در اصل شکل دیگری از کانکریت را ارائه کرد.
مهرداد فلاح در کنار شاعرانی چون بهزاد زرین پور، علی عبدالرضایی، ابوالفضل پاشا از شاعران تأثیرگذاری بود که شاعران دههٔ هفتاد خوانده می‌شوند، دهه‌ای که از دیدگاه منتقدان یکی از دهه‌های تأثیرگذار در ادبیات فارسی معاصر است.. دهه‌ای که به باور منتقدان توانست بر بسیاری از جریانات مابعد خود تأثیر بگذارد؛ و توانست شعر فارسی را از لحاظ زیبایی شناسیک وارد مرحلهٔ جدیدی بکند.

## آثار
- تعلیق - یادآوری‌ها (همراه با جعفر خادم)، نشر آزاد، پاییز۱۳۶۳
- این خوابِ پر از پرتگاه ،۱۳۶۷ (چاپ نشده)
- در بهترین انتظار، ناشر مؤلف، تابستان۱۳۷۱
- چهار دهان و یک نگاه، نشرنارنج، زمستان۱۳۷۶
- دارم دوباره کلاغ می‌شوم، نشر آرویج، زمستان۱۳۷۸
- از خودم، نشر نیم نگاه، بهار۱۳۸۰
- بریم هواخوری، نشر پاریس، تابستان۱۳۸۷
- زوزه، آلن گینزبرگ، نشر آفرینش، بهار ۱۳۸۹[۴]
- قدم از آدم، نشر نیماژ، بهار ۱۳۹۲
- مانیفست اسب، نشر بوتیمار، پاییز ۱۳۹۲[۵][۶][۷][۸]
- شناسنامه‌های تازه می‌خواهند کلمات (گزینه اشعار)، نشر نوید شیراز (زیر چاپ)
- شاعر از آسمان به خیابان قدم گذاشت (نقد و بررسی شعر دهه ۷۰)، نشر نوید شیراز (زیر چاپ)